# José Laffond
José Laffond y Díaz-Albó, que firmó también como Giuseppe y Pepe Laffond, es un dibujante de historietas español (Madrid, 1926- 25 de octubre de 1971), que formó parte de la denominada Escuela Madrileña.

## Biografía
José Laffond formó parte junto a su hermano menor Carlos Laffond del estudio de Adolfo López Rubio, trabajando en cuadernos de aventuras como Ginesito (1944).
A través de las agencias Histograf y Opera Mundi produjo multitud de historietas para el mercado exterior.

## Obra
| Años | Título                               | Guionista               | Tipo                      | Publicación               |
| ---- | ------------------------------------ | ----------------------- | ------------------------- | ------------------------- |
| 194- | El Oeste                             |                         | Serial                    | Lux                       |
| 1944 | Gorgorito                            |                         | Serial                    | Tritón                    |
| 1944 | Satanás-Ginesito                     |                         | Serial                    | Rialto: Diamante Amarillo |
| 1944 | Diamante Negro                       |                         | Serial                    | Rialto                    |
| 1944 | Pelícano                             |                         | Serial                    | Marisal                   |
| 1945 | Capitán Antorcha                     |                         | Serial                    | Atlántida                 |
| 1946 | La Eneida                            |                         | Serie                     | Flechas y Pelayos         |
| 194- | El pedrusco y el tallo               | Aníbal Arias Ruiz       | Serial                    |                           |
| 194- | Tiempos remotos                      | Aníbal Arias Ruiz       | Serial                    |                           |
| 1949 | Sabú                                 |                         | Serial con Alfredo Ibarra | Aspiraciones              |
| 1949 | Raj Cobra                            |                         | Serial con Luis Vigil     | Ángel Nieto               |
| 1951 | Jeque Blanco                         | Miguel González Casquel | Serial con Armando        | M. Rollán                 |
| 1955 | Sir Eduardo, el Príncipe de Cortwall | Miguel González Casquel | Serie                     | Chicos                    |
| 1957 | El diente de Buda                    | Torre Enciso            | Serie con Pablo Núñez     | Balalín                   |
| 1959 | Capitán Durán                        | Miguel González Casquel | Serie                     | 3 amigos                  |